# ポシェホニエ
座標: 北緯58度30分 東経39度07分 / 北緯58.500度 東経39.117度

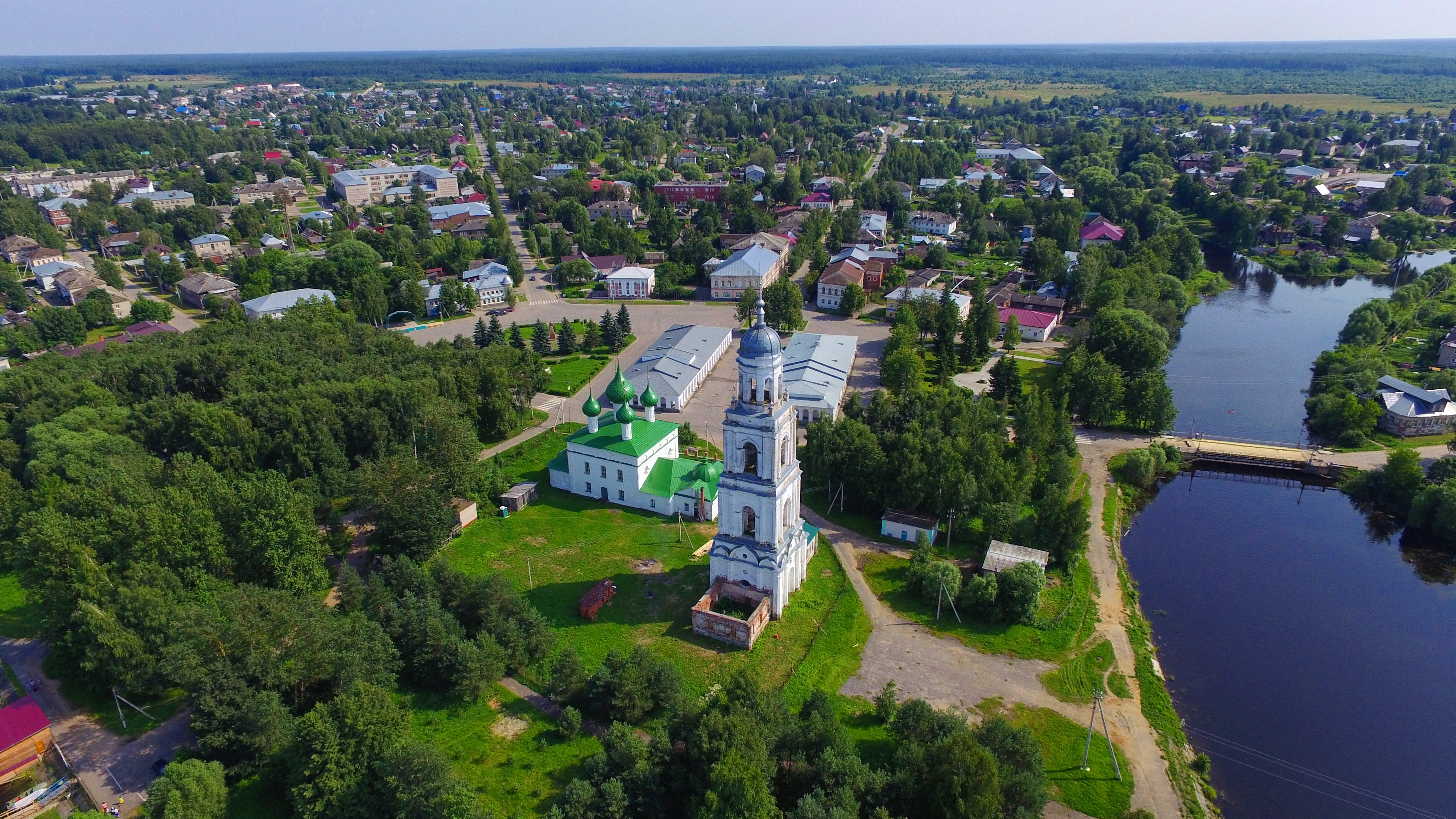

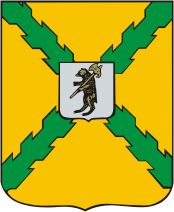
ポシェホニエの紋章

ポシェホニエ（ポシェホーニエ、ロシア語: Пошехо́нье, 英語: Poshekhonye）は、ロシアのヤロスラヴリ州の町。人口は5,150人（2021年）。州都ヤロスラヴリの北西151km、モロガ・シェクスナ低地に位置する。ヴォルガ川の支流ソゴジャ川が流れており、ポシェホニエの近くでルイビンスク湖に流入している。最寄の鉄道駅は、ヤロスラヴリ-ボロゴエ線のルイビンスク駅で、65km南西に位置する。またルイビンスクからチェレポヴェツへルイビンスク湖東岸沿いに走る国道104号線がポシェホニエを通る。

## 歴史
17世紀に、この地には修道院に付属したペルトマ（Пертома）という名の村があった。1777年に市の地位を得てポシェホニエと改名している。ポシェホニエとはシェホンの周囲という意味で、シェホンとはシェクスナ川の古い名前である。ポシェホニエを流れるソゴジャ川は、ダム湖の建設前はシェクスナ川に合流していた。18世紀以降、金箔や銀箔・アルミを加工して軍隊の勲章などの装飾を作る工場がこの地にあった。
1918年、革命家・政治家のV・ヴォロダルスキーにちなんでポシェホニエ＝ヴォロダルスク（Пошехо́нье-Волода́рск）に改名したが、1992年に元の名に戻された。

## 文化と産業
ポシェホニエには1717年に建てられた至聖三者大聖堂、1822年に建てられた生神女就寝大聖堂がある。5kmほど離れたアンドリアノヴァ・スロボダ村にはアドリアノフ・ウスペンスキー修道院（Адрианов-Успенский монастырь）がある。
ポシェホニエの主な産業は食品加工および製材である。ロシアでよく見られるチーズの種類に、ポシェホンスキーというものがある。もとはポシェホニエのチーズ工場が作っており他の工場でも大量生産されるようになったが、ポシェホニエの工場は既に廃業している。
ポシェホニエ周辺の地方はかつて、旧態依然としたロシアの僻地の代名詞的存在であった。サルティコフ＝シチェドリンの晩年の作品『僻地の旧習』（Пошехонская старина、1889年）は原題（ポシェホンスカヤ・スタリナ）にポシュホニエ地方の名を冠しているが、この小説は旧態依然とした地方の貴族の生活を描いたものであった。